# Antonio Francisco Alaminos Chica
Antonio Alaminos Chica (Motril, Granada, 1960) és un doctor en ciencies polítiques i sociologia per la Universitat Complutense de Madrid. Va desenvolupar la seua carrera a l'Escola de Organitzación Industrial, l'Institut de Cooperació Iberoamericana i el Centre de Investigacions Sociològiques.
Abans de la transició democràtica, va ser convidat com a professor investigador en FLACSO-Xile, també va fer aquests treballs en nombroses Universitats i Centres d'Investigació Internacionals. En el 1991 es va incorporar a la Universitat d'Alacant i en el 2000 en la mateixa universitat formarà part de la primera càtedra de Sociologia Matemàtica que existí a Europa.
Des de la dècada del 2000 es troba especialitzat de manera empírica en estructures i processos socials i en l'avaluació de la qualitat universitària i d'investigació. És avaluador des de 1997 de la ANEP, ANECA i algunes altres agències tant internacionals com autonòmiques. A més ha sigut Director de l'Institut de Desenvolupament Social i Pau en la Universitat d'Alacant, i ha treballat al CIS, com a número dos de José Félix Tezanos.